# Wolfsberg, Kärnten
Wolfsberg (tiếng Slovene: Volčji Breg) là thành phố thủ phủ của huyện Wolfsberg trong bang Carinthia, Áo.
Thành phố này gồm các khu vực dân cư Katastralgemeinden Aichberg, Auen, Forst, Gräbern-Prebl, Gries, Hartelsberg, Hattendorf, Hintertheißenegg, Kleinedling, Kleinwinklern, Lading, Leiwald, Michaelsdorf, Oberleidenberg, Priel, Reding, Reideben, Reisberg, Rieding, Ritzing, Schoßbach, Schwemmtratten, Sankt Jakob, Sankt Johann, Sankt Marein, Sankt Margarethen, Sankt Michael, Sankt Stefan, Thürn, Unterleidenberg, Vordergumitsch, Vordertheißenegg, Waldenstein, Weißenbach, Witra, Wolfsberg Obere Stadt and Wolfsberg Untere Stadt. Đô thị này tọa lạc trong Lavanttal Alps ở thung lũng sông Lavant, một nhánh của Drava. Đèo Packsattel nối Wolfsberg với Voitsberg ở bang Styria.
Thành phố có lâu đài Wolfberg được nêu trong tài liệu lần đầu vào năm 1178 và đã được xây lại nhiều lần, lần cuối là năm 1846 theo phong cách kiến trúc Tudorbethan.
Lâu đài Bayerhofen được đề cập trong tài liệu lần đầu vào năm 1239 và được xây lại vào thế kỷ 16.

## Địa lý
Thị trấn nằm trong dãy núi Lavanttal Alps, phía tây của dãy Koralpe trong thung lũng sông Lavant, một phụ lưu bên trái của sông Drava. Ở phía đông bắc, con đường dẫn lên đèo núi Packsattel nối Wolfsberg với Voitsberg thuộc Styria. Diện tích hành chính của Wolfsberg là 279 km2 (108 dặm vuông Anh), lớn thứ tư tại Áo.

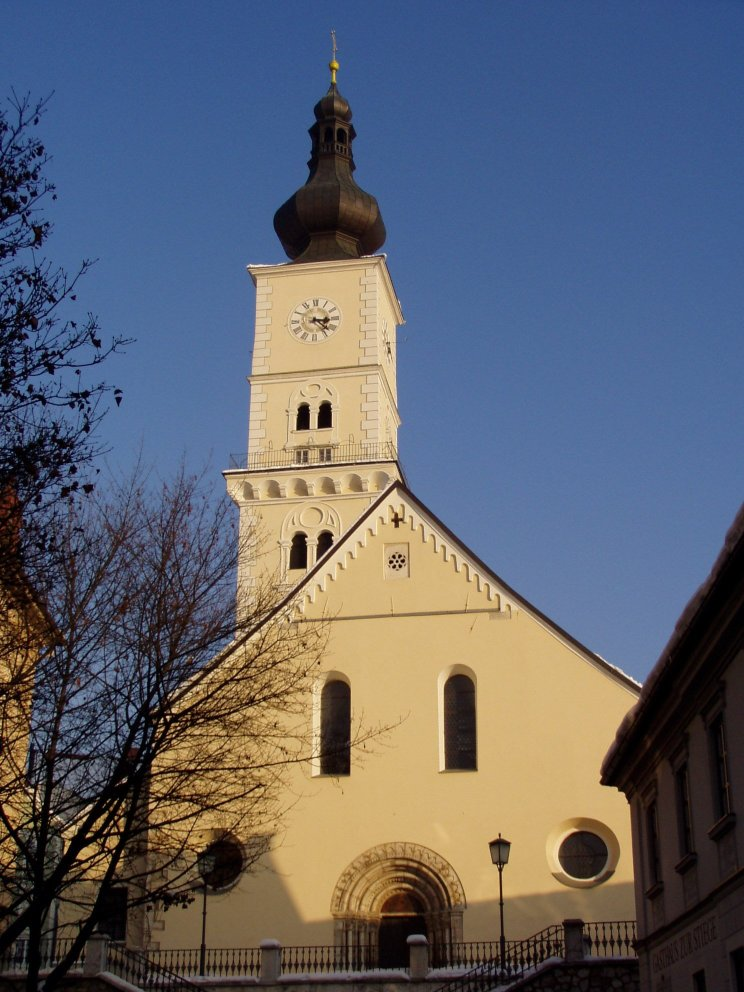
Nhà thờ Thánh Mark

Đơn vị hành chính gồm 40 cộng đồng địa bạ (Diện tích tính theo hecta, ngày 31 tháng 12 năm 2019):
- Aichberg (1.897,01 ha)
- Auen (600,55 ha)
- Forst (2.458,67 ha)
- Gräbern-Prebl (1.495,09 ha)
- Gries (93,78 ha)
- Hartelsberg (1.188,11 ha)
- Hattendorf (243,20 ha)
- Hintertheißenegg (1.444,63 ha)
- Kleinedling (435,20 ha)
- Kleinwinklern (48,62 ha)
- Lading (2.335,45 ha)
- Leiwald (1.428,66 ha)
- Michaelsdorf (348,40 ha)
- Oberleidenberg (1.162,33 ha)
- Paildorf (138,81 ha)
- Pfaffendorf (101,08 ha)
- Preims (1.939,64 ha)
- Priel (296,13 ha)
- Reding (149,89 ha)
- Reideben (114,35 ha)
- Reisberg (1.245,59 ha)
- Rieding (1.210,13 ha)
- Ritzing (92,89 ha)
- St. Jakob (107,35 ha)
- St. Johann (112,12 ha)
- St. Marein (110,33 ha)
- St. Margarethen (237,03 ha)
- St. Michael (470,82 ha)
- St. Stefan (732,21 ha)
- Schoßbach (14,49 ha)
- Schwemmtratten (45,88 ha)
- Thürn (516,80 ha)
- Unterleidenberg (334,56 ha)
- Vordergumitsch (545,23 ha)
- Vordertheißenegg (778,12 ha)
- Waldenstein (1.019,73 ha)
- Weißenbach (125,86 ha)
- Witra (2.185,37 ha)
- Wolfsberg Obere Stadt (15,49 ha)
- Wolfsberg Untere Stadt (11,20 ha)

Khu vực hành chính được chia thành 65 làng (dân số tính đến ngày 1 tháng 1 năm 2020):
- Aichberg (255)
- Altendorf (415)
- Arling (51)
- Auen (810)
- Eselsdorf (27)
- Forst (292)
- Glein (62)
- Gräbern (121)
- Gries (1221)
- Großedling (243)
- Hartelsberg (166)
- Hartneidstein (31)
- Hattendorf (447)
- Hintertheißenegg (38)
- Kleinedling (1838)
- Kleinwinklern (86)
- Klippitztörl (43)
- Kötsch (12)
- Kragelsdorf (72)
- Lading (236)
- Lading Sonnseite (236)
- Lausing (55)
- Leiwald (12)
- Magersdorf (54)
- Maildorf (115)
- Michaelsdorf (223)
- Oberleidenberg (376)
- Paildorf (223)
- Pfaffendorf (121)
- Pollheim (381)
- Prebl (305)
- Preims (97)
- Priel (3032)
- Raggl (146)
- Reding (2852)
- Reideben (68)
- Reinfelsdorf (75)
- Reisberg (127)
- Rieding (276)
- Riegelsdorf (54)
- Ritzing (574)
- Schilting (64)
- Schleife (549)
- Schoßbach (189)
- Schwemmtratten (426)
- Siegelsdorf (227)
- St. Jakob (865)
- St. Johann (1056)
- St. Marein (363)
- St. Margarethen im Lavanttal (886)
- St. Michael (538)
- St. Stefan (1723)
- St. Thomas (203)
- Thürn (198)
- Unterleidenberg (217)
- Völking (175)
- Vordergumitsch (164)
- Vordertheißenegg (216)
- Waldenstein (126)
- Weißenbach Gumitsch (71)
- Weißenbach Rieding (35)
- Witra (121)
- Wois (8)
- Wolfsberg (718)
- Wolkersdorf (134)
- Wölling (121)

## Lịch sử

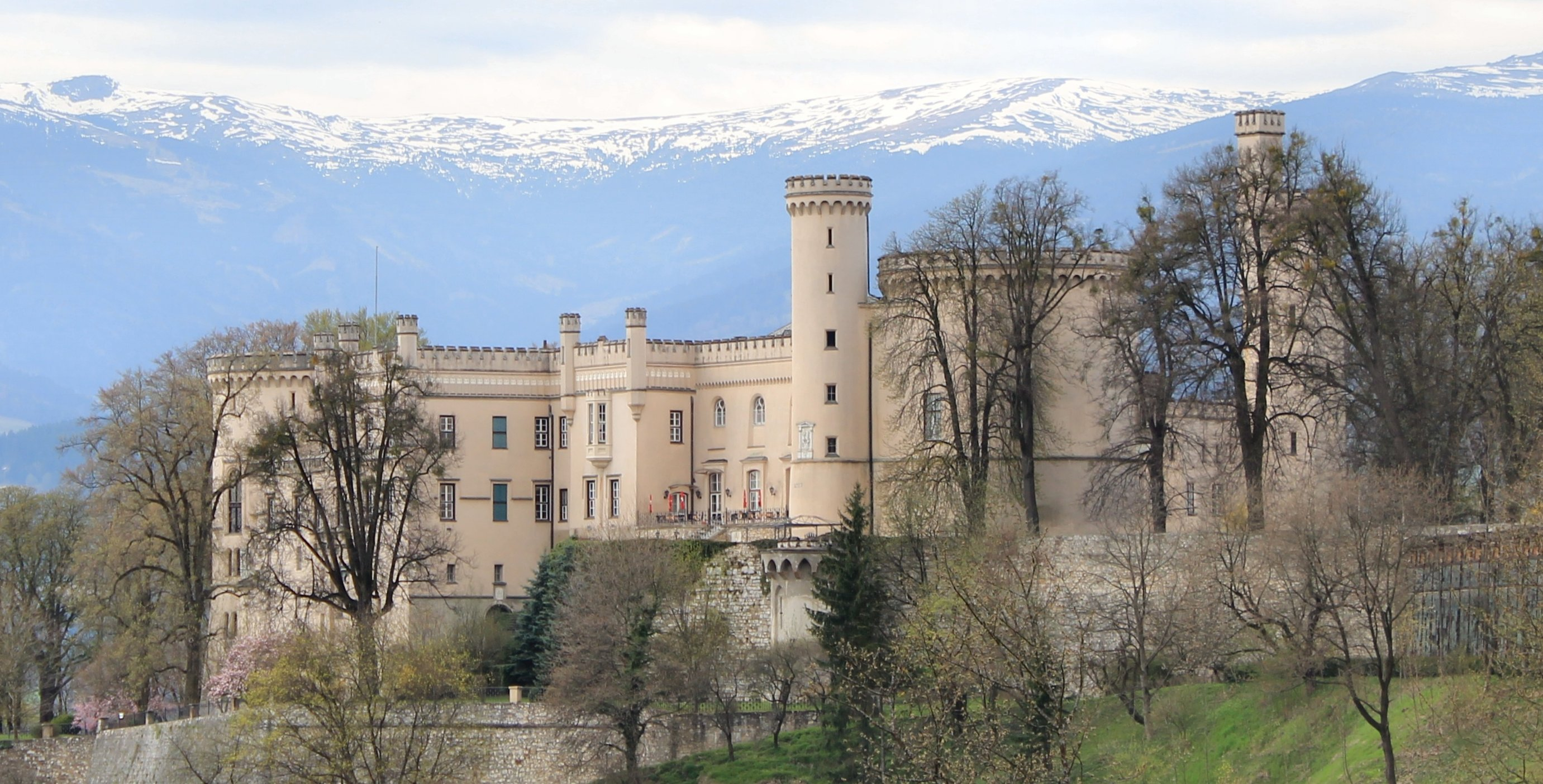
Lâu đài Wolfsberg

Khu vực Wolfsberg thuộc về các lãnh địa trong Công quốc Carinthia thời trung cổ, được nhượng lại cho Giáo phận Bamberg, có lẽ từ thời Hoàng đế Henry II vào năm 1007. Lâu đài trên thị trấn lần đầu được nhắc đến với tên gọi Wolfsperch trong một văn kiện năm 1178 của Tu viện Thánh Paul tại Lavanttal. Khu định cư lân cận trở thành trung tâm hành chính của lãnh thổ Carinthia thuộc Bamberg và năm 1331 được Hoàng thân–Giám mục Werntho Schenk von Reicheneck ban đặc quyền thị trấn.
Trong thời kỳ Cải cách Kháng Cách, dinh thự Bayerhofen Castle, được nhắc đến lần đầu năm 1239 và tái thiết vào thế kỷ 16, trở thành trung tâm của Chủ nghĩa Luther, song sau đó bị đàn áp bởi Phản Cải cách. Năm 1759, Nữ hoàng Maria Theresa thuộc Nhà Habsburg đã mua lại toàn bộ lãnh thổ Bamberg ở Carinthia. Lâu đài Wolfsberg được Bá tước Hugo Henckel von Donnersmarck mua lại vào năm 1846 và tái thiết theo phong cách Tudorbethan.
Trong Chiến tranh thế giới thứ hai, ngôi làng Priel ở phía nam trung tâm thị trấn là nơi đặt trại tù binh Stalag XVIII-A với khoảng 7.000 tù nhân. Sau chiến tranh, nơi này trở thành trại giam do lực lượng chiếm đóng Anh quản lý.

## Chính trị

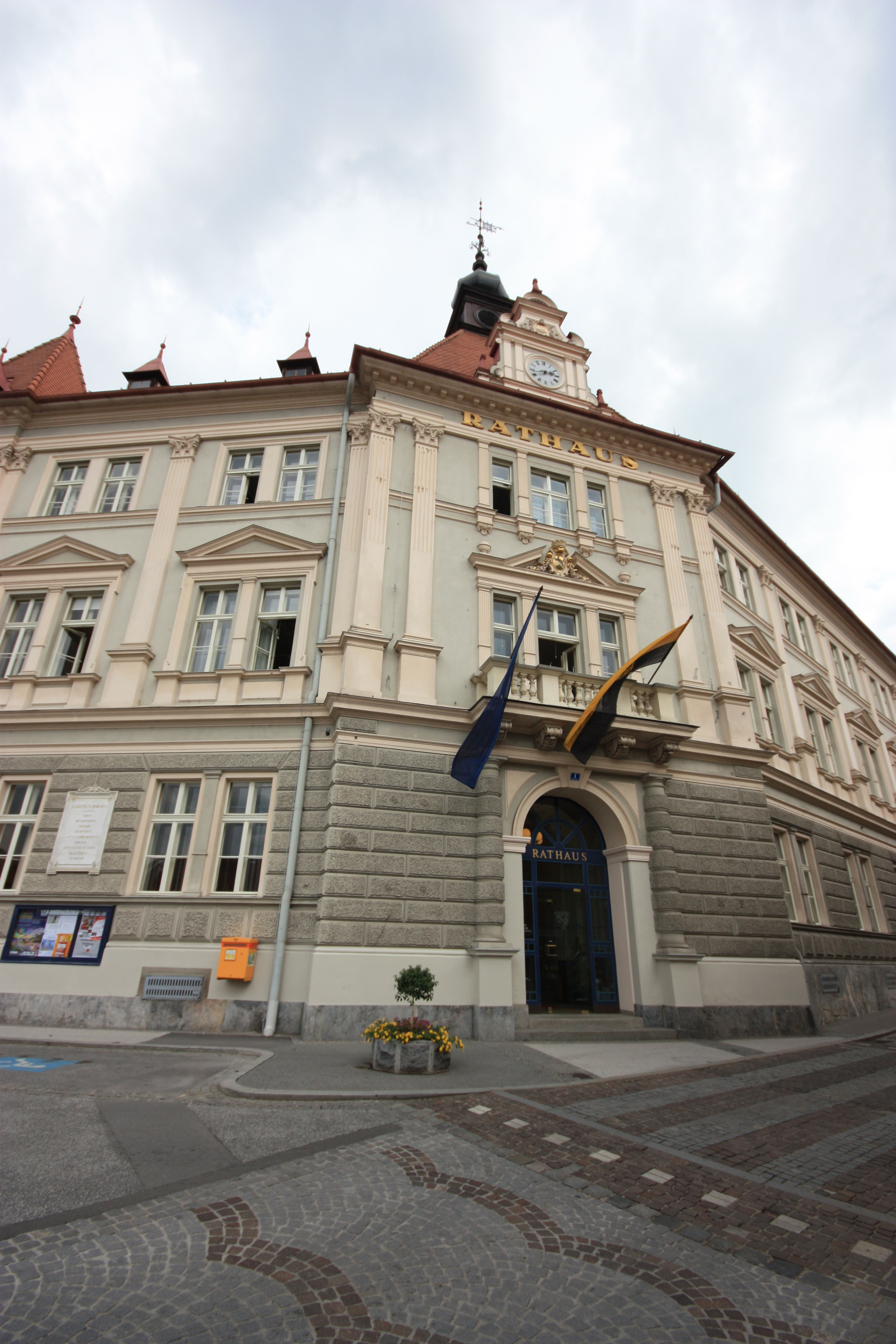
Tòa thị chính

Số ghế trong hội đồng thành phố (Gemeinderat) theo kết quả bầu cử địa phương tính đến  năm 2015:  
- Đảng Dân chủ Xã hội Áo (SPÖ): 20
- Đảng Tự do Áo (FPÖ): 5
- Đảng Nhân dân Áo (ÖVP): 5
- NEOS: 3
- Đảng Xanh – Phong trào Xanh Thay thế: 2

## Thành phố kết nghĩa
- Herzogenaurach, Đức
- Várpalota, Hungary

## Nhân vật đáng chú ý
- Michael Tangl (1864–1921), học giả về lịch sử và tư liệu lịch sử (ngoại giao học)
- Christine Lavant (1915 tại Großedling – 1973), nhà thơ và tiểu thuyết gia
- Hermann Schmid, (DE Wiki) (sinh năm 1939), diễn viên và đạo diễn
- Ulrich Habsburg-Lothringen (sinh năm 1941), quý tộc và chính trị gia, từng thuộc đảng Xanh
- Erwin Friedrich Wagner (sinh năm 1950), nhà sinh hóa học về ung thư và sinh học phân tử
- Dietmar W. Winkler (sinh năm 1963), học giả về giáo phụ học và lịch sử giáo hội
- Elisabeth Köstinger (sinh năm 1978), chính trị gia (ÖVP)

### Thể thao
- Hubert Baumgartner (sinh năm 1955), cựu cầu thủ và huấn luyện viên bóng đá, thi đấu 408 trận
- Walter Kogler (sinh năm 1967), cầu thủ và huấn luyện viên bóng đá; thi đấu hơn 430 trận và 28 lần cho đội tuyển Áo
- Heinz Arzberger (sinh năm 1972), thủ môn bóng đá, thi đấu 200 trận
- Patrick Friesacher (sinh năm 1980), tay đua công thức 1
- Kai Schoppitsch (sinh năm 1980), cầu thủ bóng đá, thi đấu hơn 200 trận
- Christian Prawda (sinh năm 1982), cầu thủ bóng đá, thi đấu hơn 350 trận
- Marlies Hanschitz (sinh năm 1986), cựu cầu thủ bóng đá nữ, 45 lần khoác áo đội tuyển nữ Áo
- Eva Wutti (sinh năm 1989), vận động viên ba môn phối hợp và đua xe đạp